# Cotychroma acaguassu
Cotychroma acaguassu là một loài bọ cánh cứng trong họ Cerambycidae.